# Hacıbalı, Yahşihan
Hacıbalı là một xã thuộc huyện Yahşihan, tỉnh Kırıkkale, Thổ Nhĩ Kỳ. Dân số thời điểm năm 2010 là 245 người.